# Blepharodon mucronatum
Blepharodon mucronatum är en oleanderväxtart som först beskrevs av Diederich Franz Leonhard von Schlechtendal, och fick sitt nu gällande namn av Decaisne. Blepharodon mucronatum ingår i släktet Blepharodon och familjen oleanderväxter. Inga underarter finns listade i Catalogue of Life.